# Antoni Amatller i Costa
Antoni Amatller i Costa   (Barcelona, c. 1851 - Barcelona, 10 de gener de 1910) fou un empresari, fotògraf i col·leccionsta d'art català.

## Biografia
Era fill del fabricant de xocolata Antoni Amatller i Ràfols (1812-1878). Després d'un viatge per d'un viatge d'estudis a França i Suïssa per a conèixer-hi les fàbriques de xocolata, el 1878 va muntar una nova fàbrica al passeig del Cementiri, 138, al Poblenou, equipada amb la maquinària alemanya i francesa més moderna.
Va combinar aquesta activitat amb el col·leccionisme i la fotografia. Era propietari de la col·lecció privada espanyola més important de vidre romà i vidre decorat. Fou membre de l'Association Belge de Photographie de Brussel·les i va obtenir molts premis de fotografia, tot destacant en el retrat i fotografia costumista. va fer reportatges dels viatges que va fer a Tànger, Egipte, París i viatjà amb l'Orient Express.

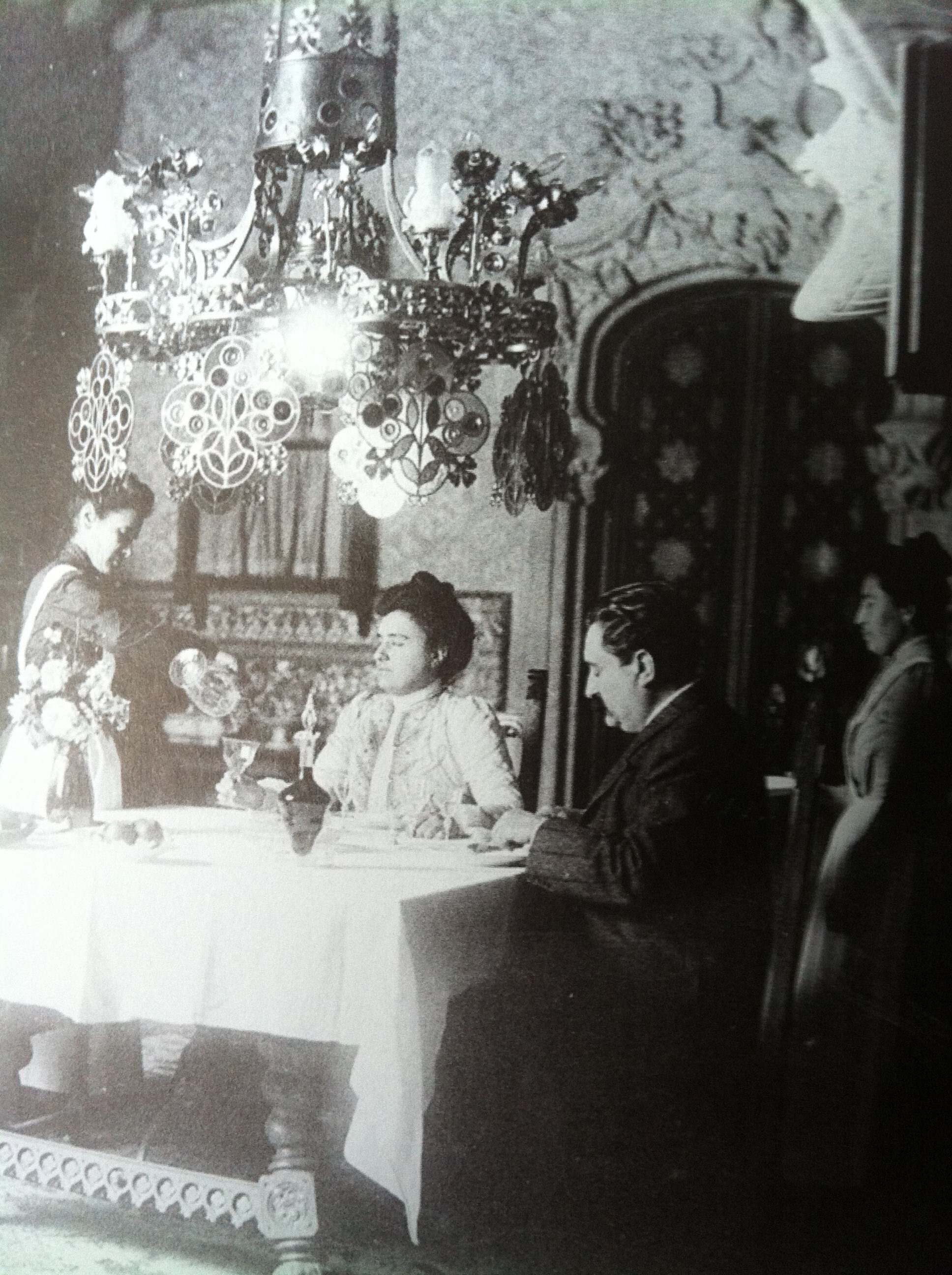
Antoni i Teresa Amatller amb el servei a la Casa Amatller el 1910

Es va casar el 12 de gener de 1871 amb Càndida Cros i Circuns, d'Esplugues de Llobregat, renovant els vots en el Jutjat de Palau el 10 de juny de 1871. Abans de separar-se, van tenir una filla, Teresa.
El 1898 va encarregar a l'arquitecte modernista Josep Puig i Cadafalch la reforma  d'un edifici d'habitatges al passeig de Gràcia de Barcelona, que actualment és la seu de l'Institut Amatller d'Art Hispànic, creat per la seva filla.